# Voerendaal
Voerendaal este o comună și o localitate în provincia Limburg, Țările de Jos.
```
Voerendaal, Barrier, Colmont, Craubeek, Dolberg, Eyserheide, Fromberg, Heek, Hellebeuk, Klimmen, Koulen, Kunrade, Mingersberg, Opscheumer, Overheek, Ransdaal, Retersbeek, Termaar, Termoors, Ubachsberg, Weustenrade, Winthagen.
```

Note
Statline
```
 Acest articol despre o zonă sau o localitate din Olandaeste un ciot. Puteți ajuta Wikipedia prin completarea sa !
```

## Localități componente
Voerendaal, Barrier, Colmont, Craubeek, Dolberg, Eyserheide, Fromberg, Heek, Hellebeuk, Klimmen, Koulen, Kunrade, Mingersberg, Opscheumer, Overheek, Ransdaal, Retersbeek, Termaar, Termoors, Ubachsberg, Weustenrade, Winthagen.